# Charleston Township (Illinois)
Pour les articles homonymes, voir Charleston Township.
Charleston Township est un township du comté de Coles dans l'Illinois, aux États-Unis,.

## Source de la traduction
- (en) Cet article est partiellement ou en totalité issu de l’article de Wikipédia en anglais intitulé « Charleston Township, Coles County, Illinois » (voir la liste des auteurs).